# South East Cornwall (circonscription britannique)
Circonscription parlementaire de la Chambre des communes
La circonscription de South East Cornwall est une circonscription électorale anglaise située en Cornouailles, et représentée à la Chambre des communes du Parlement britannique depuis 2010 par Sheryll Murray du Parti conservateur.

## Géographie
La circonscription comprend :
- Les villes de Lostwithiel, Saltash et Looe
- Le village de Seaton

## Députés
Les Members of Parliament (MPs) de la circonscription sont :
| Législature                                                  | Années       | Député | Député              | Parti               |
| ------------------------------------------------------------ | ------------ | ------ | ------------------- | ------------------- |
| South East Cornwall issue de Bodmin, Cornwall North et Truro |              |        |                     |                     |
| 49e                                                          | 1983–1987    |        | Robert Adrian Hicks | Conservateur        |
| 50e                                                          | 1987–1992    |        | Robert Adrian Hicks | Conservateur        |
| 51e                                                          | 1992–1997    |        | Robert Adrian Hicks | Conservateur        |
| 52e                                                          | 1997–2001    |        | Colin Breed         | Libéraux-démocrates |
| 53e                                                          | 2001–2005    |        | Colin Breed         | Libéraux-démocrates |
| 54e                                                          | 2005–2010    |        | Colin Breed         | Libéraux-démocrates |
| 55e                                                          | 2010–2015    |        | Sheryll Murray      | Conservateur        |
| 56e                                                          | 2015–2017    |        | Sheryll Murray      | Conservateur        |
| 57e                                                          | 2017–2019    |        | Sheryll Murray      | Conservateur        |
| 58e                                                          | 2019–Présent |        | Sheryll Murray      | Conservateur        |